# Caloptilia flavella
Caloptilia flavella là một loài bướm đêm thuộc họ Gracillariidae. Nó được tìm thấy ở Canada (Nova Scotia và Québec) và Hoa Kỳ (Connecticut, Maine và Vermont).
Ấu trùng ăn Myrica caroliniensis, Myrica cerifera và Myrica gale. Chúng ăn lá nơi chúng làm tổ.